# أبو يعلى الموصلي
أبو يعلى الموصلي، هو أحمد بن علي بن المثنى بن يحيى التميمي الموصلي، واشتهر بأبي يعلى الموصلي، ولد في 03/ 10/ 210 هـ. الموافق 16/ 01/ 826.
حافظ، من علماء الحديث.
ثقة مشهور، نعته الذهبي بمحدث الموصل.
عمر طويلاً حتى ناهز المئة.
وتفرد ورحل الناس إليه وتوفي بالموصل.
له كتب منها (المعجم - خ) في الحديث، و(مسندان) كبير وصغير.
روى عن الإمام يحيى بن معين، والإمام علي بن المديني، والإمام أحمد بن حنبل والحسن بن الصباح البزار وغيرهم.
وروى عنه ابن حبان البستي، والطبراني، وابن عدي (صاحب الكامل في الضعفاء) وغيرهم.
أثنى عليه العلماء كثيراً، فقال الدراقطني: (ثقة مأمون موثوق به)، وقال ابن حبان: (من المتقنين في الروايات المواظبين علي رعاية الدين وأسباب الطاعات).
توفي سنة 307 هـ.

## اسمه ونسبه
أحمد بن علي بن المثنی بن يحيی بن عيسی بن ھلال بن أسد، أبو يعلی التمیمي الموصلي۔

## شيوخه
من أشهر من أخذ عنهم واستفاد من علمهم:
- غسان بن الربيع (م 226 هـ)
- معلى بن مهدي (م 235 هـ)[4]
- أبو بكر بن أبي شيبة (م 235 هـ)
- علي بن المديني (م 234 هـ)
- يحيى بن معين (م 233 هـ)

## وفاته
توفي ليلة الخميس، ودفن يوم الجمعة، لأربع عشرۃ خلت من جمادی الأولی، سنة سبع وثلاثمائة، لكن حسب تحويل السنين الخميس إنما هو 17/ 05/ 307 هـ الموافق 14/ 10/ 919 وغُلقت أكثر الأسواق یوم موته، وحضر جنازته خلقٌ عظيم، وعاش سبعاً وتسعين سنة.